# ژلتویاروو
ژلتویاروو (به لاتین: Zheltoyarovo) یک منطقهٔ مسکونی در روسیه است که در استان آمور واقع شده‌است.